# مهتابي (أرمو)
مهتابي (بالفارسية: مهتابی) هي مستوطنة تقع في إيران في قسم أرمو الريفي. يقدر عدد سكانها بـ 254 نسمة بحسب إحصاء 2016.